# Jonsereds Fabrikers AB
Pour les articles homonymes, voir Jonsered (homonymie).
La Jonsereds Fabrikers AB, commercialisée sous le nom Jonsered, est un fabricant suédois d'outils basée dans la ville du même nom, dans le comté de Västra Götaland. L'entreprise est fondée en 1833 par l'homme d'affaires écossais William Gibson en tant que manufacture textile, avant de se reconvertir dans les années 1950-1960 dans l'industrie de l'outillage agricole et forestier.
Jonsered est racheté par Electrolux en 1979, qui divise l'entreprise en plusieurs divisions. Sa division de fabrication de tronçonneuses appartenait à Husqvarna AB jusqu'en 2020, date à laquelle la division cesse ses activités. Sa division de production de bâches et d'entrepôts appartient à la NSS Sverige AB, qui vend ses produits sous la marque Hallbyggarna-Jonsereds. La division de fabrication de grues appartient au fabricant HIAB (en).

## Histoire

### William Gibson

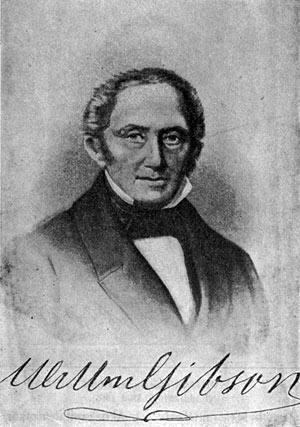
Gravure de William Gibson datant de 1897.

William Gibson (sv) naît en 1783 dans la ville portuaire d'Arbroath, près de Dundee. En 1797, Gibson arrive à Göteborg en travaillant comme matelot sur un navire marchand. Dans la ville, il réussit à vivre de diverses activités, comme le commerce de tissus et de harengs, la production de cartes à jouer ou la production noir de carbone entre autres. En 1826, le jeune homme d'affaires se lance dans l'industrie textile en ouvrant une fabrique de toiles (en). Deux ans plus tard, son beau-frère Alexander Keiller (en) vient le rejoindre. Alors alimentée par hydroélectricité, la filature de Gibson semblait ne plus convenir aux besoins de son entreprise grandissante, et ce dernier décide de trouver un nouvel emplacement pour celle-ci. Son choix s'arrête finalement sur le Manoir de Jonsered (sv), située sur les berges du Säveån (de), que Keiller et Gibson avaient acheté un peu plus tôt. Ils y construisent un barrage sur le lac Aspen (sv), en amont du Säveån.

### L'usine textile à Jonsered

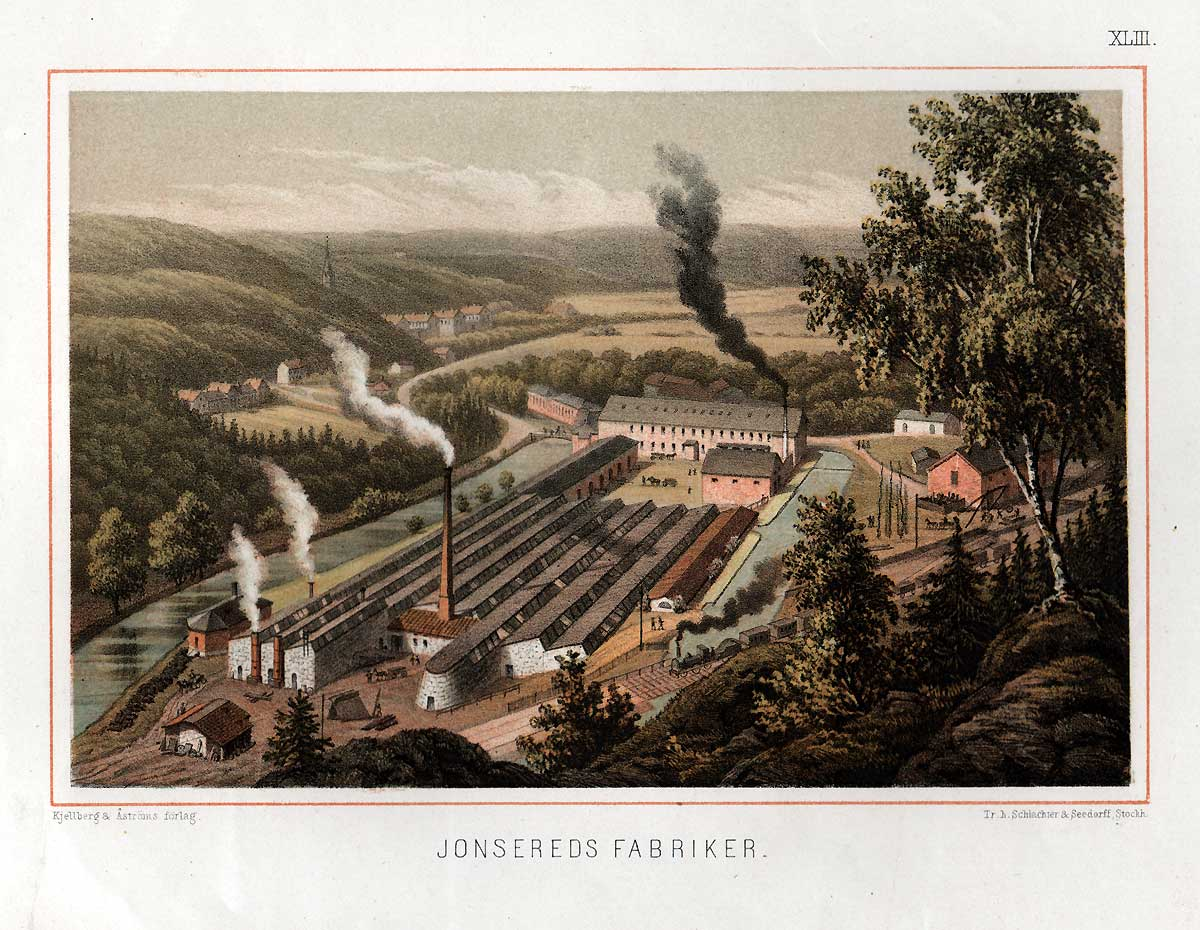
Lithographie de la manufacture de textile de Jonsered en 1870 dans le Sveriges Industriella Etablissementer, par.

En 1833, les travaux de construction d'une usine, d'une filature, d'un atelier mécanique et d'une fonderie débutent près du barrage. Les nouveaux bâtiments construits avaient été fort influencés par l'architecture britannique (en). En 1839, Keiller quitte le partenariat pour retourner à Göteborg, où il en vient à créer le chantier naval Götaverken en 1841. Gibson continue donc la direction de son entreprise par lui-même, qui devient alors une entreprise familiale : Gibson et fils.

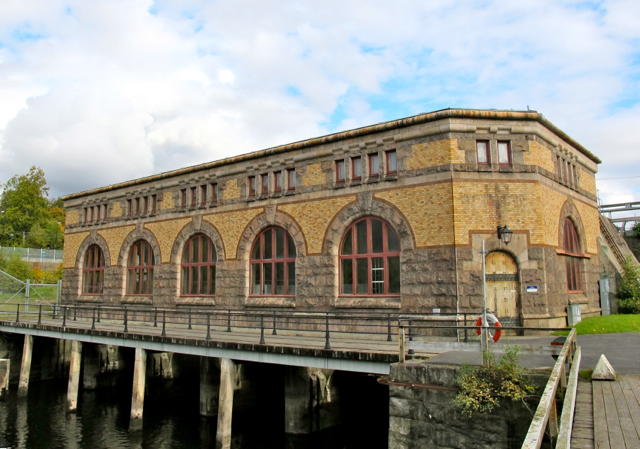
L'ancienne centrale électrique de Jonsered, conçue par.

Le transport des marchandises de Jonsered à Göteborg était au début assuré par des barges naviguant sur le Säveån. En 1856, le transport devient plus facile, puisque la première section de la ligne ferroviaire Västra stambanan (sv) censée relier Göteborg à la capitale est inaugurée cette année-là entre Jonsered et Göteborg. Le statut de Jonsered en tant que site d'importance industrielle est confirmé par la construction d'une nouvelle centrale électrique en 1903 et par la visite du roi Oscar II le 14 septembre 1901. Le transport est de nouveau amélioré en 1914, avec l'inauguration d'un nouveau tunnel ferroviaire à deux voies dans la zone où se situe l'usine.
À la mort de Gibson en 1857, il est remplacé par son fils aîné William. Ce dernier est à son tour remplacé en 1865, par James Alexander Gibson.

### Jonsered devientsociété par actions

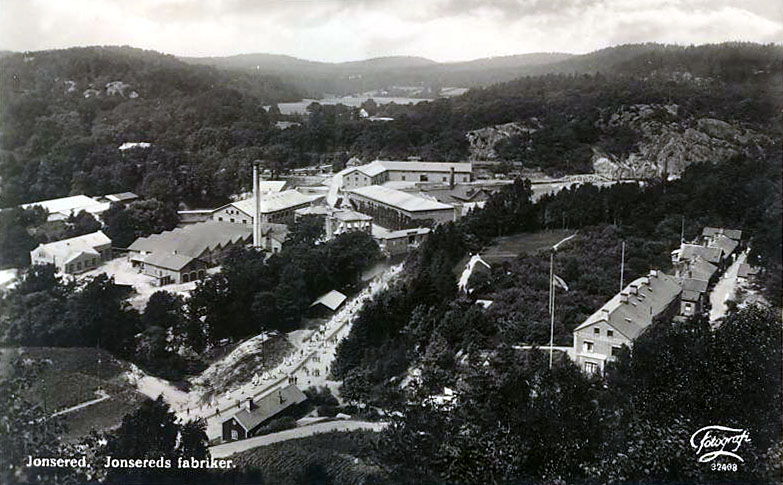
La manufacture dans les années 1920.

À la suite de la mort du premier président, les activités de la société se diversifient ; Tuyaux d'incendie, serviettes, sangles de coton, sacs en jute, fils de tapis, charrues, moulages, outils en fonte et moulins à café font maintenant partie de la liste de produits offerts par l'entreprise. À l'Exposition universelle de 1862 à Londres, Gibson et fils se fait offrir le prix le plus élevé pour ses machines à bois. En 1872, Gibson et fils devient Jonsereds Fabrikers AB.
James Alexander, surnommé Jimmy, décide de saisir plusieurs opportunités pour expandre l'entreprise en fonction des demandes changeantes du marché européen. Il montre un grand intérêt pour les nouvelles technologies de roulement à billes, qui sont intégrées dans les scies à ruban et les raboteuses de Jonsered dès 1907. Plusieurs ingénieurs de renommée sont employés par l'entreprise, comme Harald Molin (sv), Lars Dalman (sv), Per Nordeman (sv), Carl Fornander (sv) et Sven Wingquist (sv).
Le rôle de la famille Gibson se fait de moins en moins important dans la direction, alors que le président John James Gibson (sv) démissionne en 1926, tout en restant membre du conseil d'administration. Il est remplacé par Ivar Wendt (sv), directeur du tramway de Göteborg de 1921 à 1926. William Gibson (1873 - 1954) est directeur du département textile jusqu'en 1927 et président du conseil jusqu'en 1947. Le dernier des Gibson à y travailler est Gunnar Gibson, qui quitte son poste en 1978.

### Les tronçonneuses Jonsered et le déclin du textile

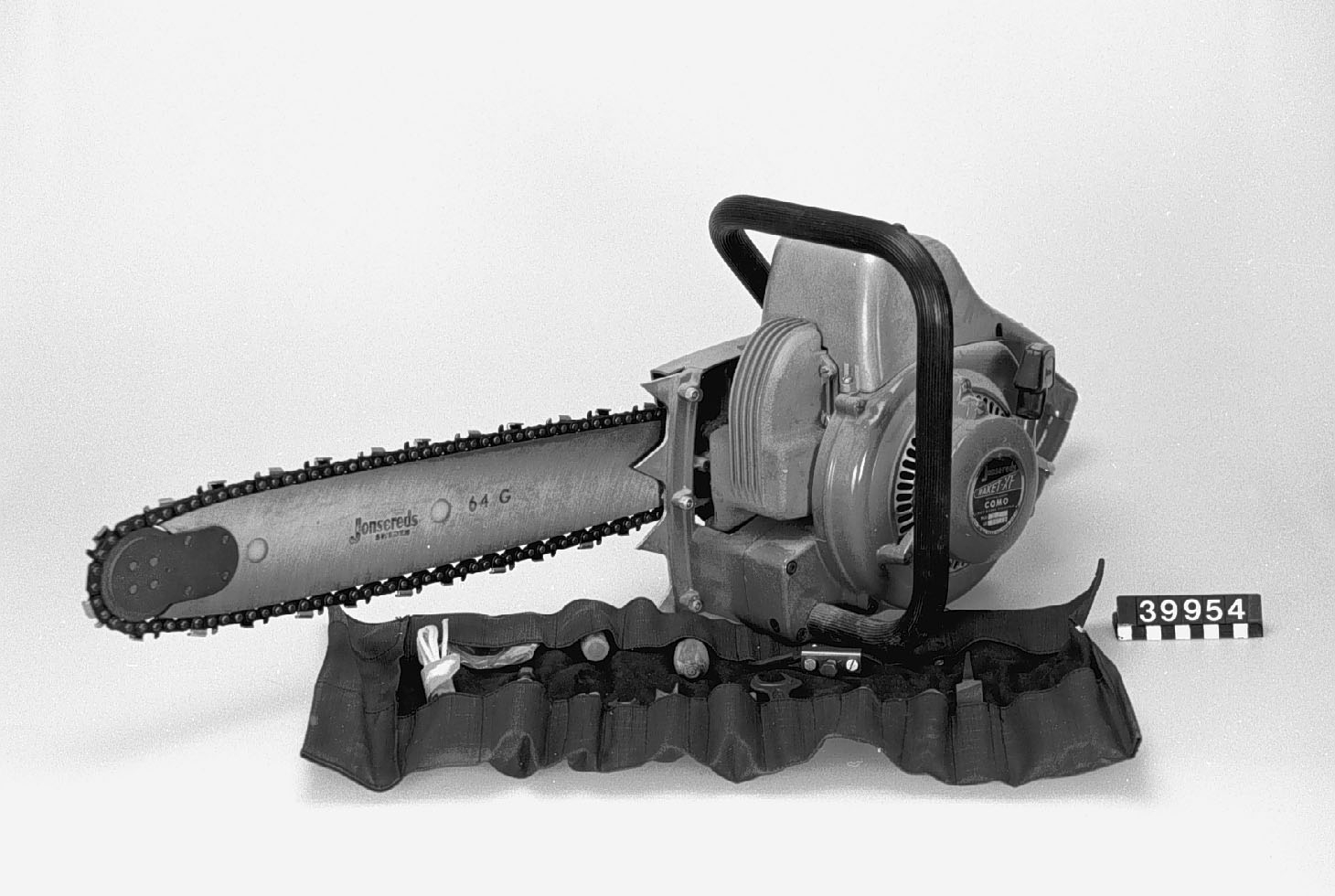
Une tronçonneuse Jonsered Raket.

Après la Seconde Guerre mondiale, un grand investissement est effectué pour la construction d'une nouvelle filature, achevée à la fin des années 1940. Eric Brodén succède alors à Wendt en tant que président. Une usine de fabrication d'outils est aussi construite, à Brastad. L'année 1954 marque un tournant important pour Jonsered, avec le lancement de leur tronçonneuse légère pour une personne Raket, développée avec Como M&T Bjerke (sv). Leur première débroussailleuse est introduite l'année suivante. D'autres modèles à succès sortent dans les années qui suivent, avec le Raket 60, sorti en 1965, dont la sortie marque une augmentation des ventes chez la compagnie. Des grues forestières commencent aussi à être fabriquées dans les années 1950. Leurs tronçonneuses sont alors vendues mondialement, avec un marché particulièrement lucratif en Amérique du Nord.
En 1970, les branches de production textile sont arrêtées, et la branche de fabrication de tuyaux d'incendie est vendue en 1975. La société est alors divisée en quatre divisions : fabrication de bâches, fabrication de tronçonneuses, fabrication de grues et fabrication de machines à bois (en). Jan-Olof Guthe devient son président en 1970.

### Achat par Electrolux

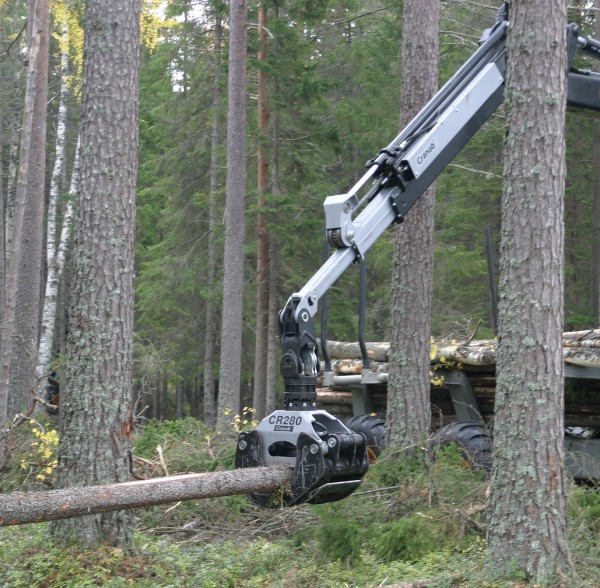
Grue fabriquée par Cranab.

1975 marque aussi l'achat de la compagnie par la société textile Asken (sv), qui décide de changer le nom de l'entreprise pour Jonsereds AB. En 1976, leurs ventes cumulaient un total de 340 000 000 SEK (environ 40 000 000 $ USD), et leur effectif était de 1 250 employés. Jonsereds AB décide de renforcer sa division de production grutière en achetant Cranab (sv) en 1974.

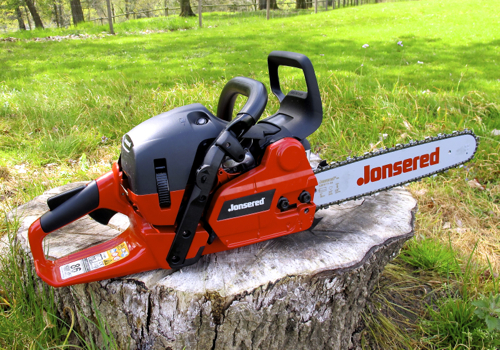
Tronçonneuse Jonsered CS 2260.

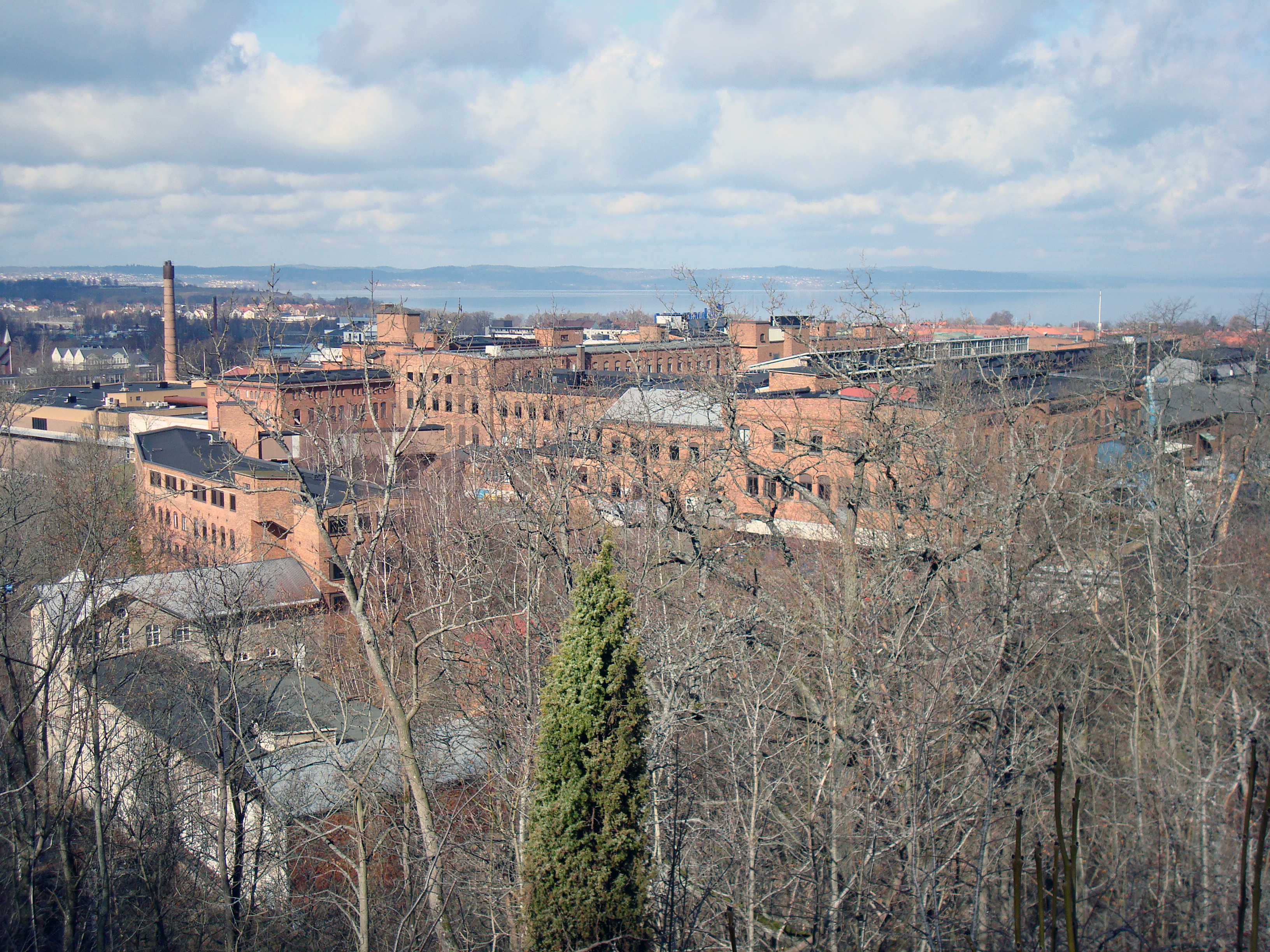
Usine de Husqvarna, à Huskvarna.

En 1978, Jonsereds AB est vendue à Electrolux, qui décide de garder seulement la division des tronçonneuses et des bâches. Electrolux voulait alors renforcer sa part dans le marché des tronçonneuses, alors qu'elle avait acquis Husqvarna AB la même année, et a donc décidé d'acquérir plusieurs potentiels compétiteurs. La division de grues est subséquemment vendue à HIAB. Quelques années plus tard, les sites de production sont transférés à ceux de Husqvarna à Huskvarna. En 2006, Husqvarna est séparée d'Electrolux, qui garde la filiale Jonsered. La société-mère continue cependant d'opérer dans les anciennes usines de Jonsered AB et élargie la gamme de produits pour sa marque, notamment avec l'introduction de tondeuzes à gazon. En 2020, Husqvarna arrête la production d'outils sous la marque Jonsered et décide de se centrer sur ses marques Husqvarna et Gardena.
La division de fabrication de bâches est toujours active et appartient à la NSS Sverige AB, sous la marque Hallbyggarna-Jonsereds. La marque est une fusion entre Hallbyggarna i Falun AB et Jonsereds, qui existe depuis 2003.
En 2009, un documentaire (sv) sur l'entreprise est réalisé par Bo Harringer (sv).